# أغنيس وودورد
أغنيس وودورد (بالإنجليزية: Agnes Woodward)‏ هي مربية أمريكية، ولدت في يناير 1872 في Waterloo, New York ‏ في الولايات المتحدة، وتوفيت في يونيو 1938 في لوس أنجلوس في الولايات المتحدة.